# Arsenoclasite
La arsenoclasite è un minerale.